# Karviná – rybníky
Karviná – rybníky jsou přírodní památka v okrese Karviná v katastrálním území města Karviná (městské části Staré Město) a katastrálním území obce Dětmarovice (místní části Koukolná) v Moravskoslezském kraji. V bezprostřední blízkosti přírodní památky prochází železniční trať Bohumín–Čadca a silnice I/67. Památku spravuje Agentura ochrany přírody a krajiny ČR. Území je zařazeno mezi evropsky významné lokality Natura 2000.

## Předmět ochrany
Předmětem ochrany je páchník hnědý (Osmoderma barnabita) a jeho biotop, který v tomto případě tvoří pobřežní porosty na hrázích mezi jednotlivými rybníky.